# Њу Дил (Тексас)
Њу Дил (енгл. New Deal) град је у америчкој савезној држави Тексас. По попису становништва из 2010. у њему је живело 794 становника.

## Демографија
Према попису становништва из 2010. у граду је живело 794 становника, што је 86 (12,1%) становника више него 2000. године.
| Група             | 2000.       | 2010.       |
| Белци             | 404 (57,1%) | 483 (60,8%) |
| Афроамериканци    | 7 (1,0%)    | 7 (0,9%)    |
| Азијати           | 0 (0,0%)    | 0 (0,0%)    |
| Хиспаноамериканци | 291 (41,1%) | 292 (36,8%) |
| Укупно            | 708         | 794         |